# Eilema badrana
Eilema badrana là một loài bướm đêm thuộc phân họ Arctiinae, họ Erebidae.